# 태안 내파수도 해안지형
태안 내파수도 해안지형(泰安 內波水島 海岸地形)는 대한민국 충청남도 태안군 안면읍 방포항에서 남서쪽으로 약 9.7km 떨어져 있는 무인도로 내파수도 동쪽 해안에 발달한 약 300m길이의 자갈 해빈이 자연제방을 이루고 있어 아주 독특한 모양을 하고 있는 해안지형이다. 이 자연제방은 섬의 전 해안에서 생성된 자갈들이 겨울철 북서풍에 의해 일어나는 파도의 영향을 받아 섬의 동쪽에 모여서 형성된 것이다. 이는 적어도 수천 년 동안 형성되었으며 느린 속도로 계속 자랄 것으로 예상되는데, 밀물 때는 잠기고, 썰물 때에 드러나는 현상은 신비감을 주기에 충분하다. 1987년 8월 3일 충청남도의 기념물 제64호로 지정되었다가, 2009년 12월 11일 천연기념물 제511호로 승격, 지정되었다.

## 개요
파수도는 안면읍에서 약 9.7km 떨어진 곳에 위치한 섬이다.
조선시대 중국의 상선이나 어선들이 우리나라를 오갈 때 폭풍을 피하거나 식수를 공급하기 위하여 정박했던 곳이며, 섬 북쪽 끝에서 동쪽으로 바다를 가로지른 국내 유일의 조약돌 방파제로 유명하다.
이 방파제는 오랫동안 바닷물에 갈고 닦인 주먹만한 돌로 남과 북에서 밀려오는 해류에 사로잡혀 ‘둑’처럼 쌓인 자연 건축물이다. 조약돌은 높이 4∼3m, 폭 40m, 길이 300m의 ‘천연 방파제’를 만들어 주변의 사나운 파도를 잠재우고 사람들이 이곳을 드나들 수 있게 한다.
이곳은 배를 안전하게 정박하게 할 수 있는 자연 방파제로서 보존가치가 높으며, 기암괴석과 동백나무 숲이 아름다운 경관을 이루고 있어 볼거리도 제공한다.

## 천연기념물 지정 사유
사취(砂嘴) 또는 역취(礫嘴, gravel spit)는 파랑의 작용이 우세한 해안에 발달하는 퇴적체로서 흔히 해안의 돌출부로부터 바다로 연장되어 만입이나 하구를 가로막는 형태로 발달한다. 사취는 주로 모래와 자갈로 구성되나 자갈의 원마도는 그리 높지 않은 것이 일반적이다. 그러나 본 내파수도의 사취는 유례를 찾기 어려울 정도로 높은 원마도의 자갈들로 구성되어 있으며 그 분급(sorting) 또한 매우 양호하다는 점에서 매우 특징적이고 희귀한 현상이다.
자갈의 암석 구성이 대부분 규암과 편암 등 단단한 암석으로 이루어진 내파수도는 가파르면서 직선상으로 배열되어 있는 해안 암벽으로 둘러싸여 있다. 직선상의 선상배열을 보이는 해안 암벽은 우리나라에서 많이 볼 수 있는 NE-SW와 NW-SE 방향의 구조선으로 해수작용에 의해 많이 변형되지 못한 모습을 반영한다. 그렇지만 이 암벽들에서는 겨울 북서풍에 습기가 많은 해양성 환경에서의 강한 서릿발작용으로 직경 15cm 이내의 암설들이 해안절벽으로부터 떨어져 나오고 있다. 이렇게 공급된 암설들은 해수에 원마되면서 이동·퇴적되어 역빈(礫濱 gravel beach)이 된다. 이 섬의 역빈은 섬 동남부 언저리에서 바다 쪽으로 마치 방파제를 연상케 하는 폭 30m에 길이 300m의 역취(礫嘴, gravel spit) 또는 역주(礫洲, gravel bar) 형태로 발달되어 있다. 이는 해안 암벽에서 서릿발작용으로 암설들이 공급되고 해류는 이들을 원활히 이동·퇴적시킬 수 있었기 때문에 발달될 수 있는 지형이다. 실제로 내파수도 동북부 해안은 특히 겨울에 강한 해류가 있는 곳이다. 또 만의 출입이 없는 직선상의 해안선도 이 해수 흐름을 원활케 하는 요인으로 작용한다.
이와 같은 해안지형은 국내외에서 예를 찾기 어려운 희귀한 자연지형이며, 한반도 서해안 연안의 퇴적작용과 그 역사적 변천에 대한 학술적 의미도 큰 것으로 판단되어, 국가문화재 지정을 통해 훼손을 방지할 필요성이 크다.

## 같이 보기
- 태안군의 지질
- 태안 신두리 해안사구
- 내파수도
- 사취

## 참고 자료
- 태안 내파수도 해안지형 - 국가유산청 국가유산포털